# جهان اسلام

اکثریت شیعه
اکثریت سنی
اقلیت مسلمان
سرزمین‌های تاریخی مسلمان

جهان اسلام یا اُمَّتِ اسلام (به عربی: «العالم الإسلامي» یا «الأمة الإسلامية») اصطلاحی است برای سرزمین‌هایی که بیش از پنجاه درصد مردم آن پیرو دین اسلام باشند. پیروان اسلام بیش از دو میلیارد نفر تخمین زده می‌شوند که پیرو آیین محمد فرزند عبدالله از مردمان حجاز و آیینی با قدمت بیش از ۱۴۴۰ سال (سال قمری) هستند. مسلمانان جهان در اعتقاد به پیامبری محمد بن عبدالله به عنوان آخرین پیامبر آسمانی (خاتم‌الانبیاء)، قرآن (کتاب مقدس اسلام)، قبله و بسیاری از احکام شریعت اسلام، اشتراک عقیده دارند. بیشتر کشورهای اسلامی در خاورمیانه، آسیای میانه، شمال آفریقا، و جنوب شرقی آسیا هستند. اندونزی پرجمعیت‌ترین کشور اسلامی است. همهٔ کشورهای اسلامی در سازمان کنفرانس کشورهای اسلامی عضویت دارند. اکثر کشورهای جهان اسلام آمار پایینی در مردم‌سالاری و آمار بالایی در استبداد، تمامیت‌خواهی، یکّه‌سالاری و خودکامگی دارند.

## اسلام بر پایه کشور

### دولت و دین

#### حکومت‌های اسلامی
حکومت‌های اسلامی، اسلام را به عنوان اساس ایدئولوژی حکومت و قانون اساسی اتخاذ کرده‌اند:
- افغانستان[۸][۹]
- برونئی[۸][۱۰][منبع بهتری نیاز است]
- ایران[۸][۱۱]
- موریتانی[۸][۱۲]
- عمان[۱۳][منبع بهتری نیاز است]
- پاکستان[۸][۱۴]
- عربستان سعودی[۸][۱۵]
- یمن[۸][۱۶]

#### دین رسمی
کشورهای زیر با جمعیت اکثرا مسلمان، اسلام را به عنوان دین رسمی خود تأیید کرده‌اند. اگرچه ممکن است این کشور‌ها  آزادی دین را برای شهروندان تضمین کنند، اما جدایی حکومت از دین را اعلام نمی‌کنند:
- الجزایر[۸][۱۷]
- بحرین[۸][۱۸]
- بنگلادش[۱۹]
- کومور[۲۰]
- جیبوتی[۲۱]
- مصر[۸][۲۲]
- عراق[۸][۲۳]
- اردن[۸][۲۴]
- کویت[۸][۲۵]
- لیبی[۸][۲۶]
- مالزی[۸][۲۷]
- مالدیو[۸][۲۸]
- مراکش[۸][۲۹]
- فلسطین[۳۰]
- قطر[۳۱]
- سومالی[۸][۳۲]
- سوریه[۳۳]
- تونس[۸][۳۴]
- امارات متحده عربی[۸][۳۵]

#### کشور‌های سکولار
کشورهای سکولار در جهان اسلام، جدایی بین امور مدنی/دولتی و دین را اعلام کرده‌اند.
- آلبانی[۸][۳۶]
- جمهوری آذربایجان[۸][۳۷]
- بوسنی و هرزگوین[۳۸]
- بورکینافاسو[۸][۳۹]
- چاد[۸][۴۰]
- گینه[۸][۴۱]
- گینه بیسائو[۴۲]
- اندونزی[۴۳](به غیر از استان آچه)[۴۴]
- قزاقستان[۸][۴۵]
- کوزوو[۸][۴۶]
- قرقیزستان[۸][۴۷]
- مالی[۸][۴۸]
- نیجر[۴۹]
- نیجریه[۸]
- سنگال[۸][۵۰]
- سیرالئون[۵۱]
- سودان[۵۲]
- تاجیکستان[۸][۵۳]
- ترکیه[۸][۵۴]
- ترکمنستان[۸][۵۵]
- ازبکستان[۸][۵۶]
- گامبیا[۵۷][۵۸]

#### کشور‌های دیگر
- لبنان[۵۹]

#### کشورهایی با جمعیت اقلیت مسلمان
طبق آمار مرکز تحقیقات پیو در سال ۲۰۱۵، ۵۰ کشور با جمعیت اکثریت مسلمان وجود دارند که در بالا فهرست شدند. به غیر این کشور‌ها، در بعضی از کشورها جمعیت زیادی از مسلمانان به عنوان اقلیت شناخته می‌شوند که تعداد مسلمانان در آن‌ها از بسیاری از کشور‌هایی که جمعیتشان اکثریت مسلمان هستند، بیشتر است:
- هند: ۲۰۰ میلیون مسلمان (۱۴,۶٪)[۶۳]
- اتیوپی: ۳۴,۷ میلیون مسلمان (۳۱,۳٪)[۶۴]
- چین: ۲۵-۴۰ میلیون مسلمان (۲-۳٪)[۶۵]
- تانزانیا: ۱۹,۴ میلیون مسلمان (۳۵,۲٪)[۶۶]
- روسیه: ۱۴-۲۰ میلیون مسلمان (۱۰-۱۴٪)[۶۷]
- ساحل عاج: ۱۲ میلیون مسلمان (۴۲٪)[۶۸]
- کنگو: ۱۰ میلیون مسلمان (۱۵٪)[۶۹]
- فیلیپین: ۸-۹ میلیون مسلمان (۹-۱۰٪)

## جغرافیا
| ایران | ترکیه |

| اردن          | الجزایر    | امارات متحده عربی |
| بحرین         | تونس       | جیبوتی            |
| سودان         | سوریه      | سومالی            |
| سومالی‌لند     | صحرای غربی | عراق              |
| عربستان سعودی | عمان       | فلسطین            |
| قطر           | کویت       | کومور             |
| لبنان         | لیبی       | مراکش             |
| مصر           | موریتانی   | یمن               |

| ازبکستان  | افغانستان |
| بنگلادش   | پاکستان   |
| تاجیکستان | ترکمنستان |
| قرقیزستان | قزاقستان  |
| مالدیو    | هند       |

| اندونزی | برونئی | مالزی |

| جمهوری آذربایجان | چچن | داغستان |

| آلبانی | بوسنی و هرزگوین | شبه‌جزیره کریمه | کوزوو |

| اریتره   | اوگاندا     | بنین     | بورکینافاسو |
| تانزانیا | توگو        | چاد      | ساحل عاج    |
| سنگال    | سودان جنوبی | سیرالئون | کامرون      |
| گابن     | گامبیا      | گینه     | گینه بیسائو |
| مالی     | موزامبیک    | نیجر     | نیجریه      |

## حکومت‌های پیش از اسلام[۷۰]
| اردن      | هخامنشیان، سلوکیان، اشکانیان، موابیه، نبطیان و ساسانیان                                |
| ازبکستان  | هخامنشیان، سلوکیان، ساسانیان، مردمان ایرانی                                            |
| افغانستان | هخامنشیان، سلوکیان، اشکانیان، ساسانیان                                                 |
| اندونزی   |                                                                                        |
| پاکستان   | هخامنشیان، سلوکیان، اشکانیان، ساسانیان                                                 |
| ترکمنستان | هخامنشیان، ساسانیان                                                                    |
| داغستان   | هخامنشیان، ساسانیان، خزرها                                                             |
| سوریه     | ارمنی‌ها، غسانیان، هخامنشیان، یونانیان (نوادگان اسکندر)، روم، ساسانیان                  |
| عراق      | بابل، سومر، آشور، هخامنشیان، اشکانیان، سلوکیان، ساسانیان                               |
| فلسطین    | کنعان، فینیقیان، هخامنشیان، یونانیان (نوادگان اسکندر)، روم، ساسانیان (کوتاه)           |
| مصر       | مصر باستان، هخامنشیان (دوره کمبوجیه و داریوش)، دودمان بطلمیوسی/یونانیان، روم، ساسانیان |
| یمن       | سبئیه، حمریه، ساسانیان                                                                 |

## جمعیت کشورهای اسلامی[۷۱]
| رتبه | کشور              | جمعیت       | نسبت جمعیت مسلمان‌ها | مذهب       | فرقه                 |
| ---- | ----------------- | ----------- | ------------------- | ---------- | -------------------- |
| ۱    | آلبانی            | ۴٬۷۰۰٬۰۰۰   | ۵۸٪                 | سنی / تصوف | حنفی / بکتاشی        |
| ۲    | امارات متحده عربی | ۰۰۰'۱۰۶'۸   | ۹۶٪                 | سنی        | حنبلی / مالکی        |
| ۳    | بحرین             | -           | -                   | -          | -                    |
| ۴    | اندونزی           | ۲۲۸٬۵۸۲٬۰۰۰ | ۸۶٫۱٪               | سنی        | شافعی                |
| ۵    | پاکستان           | ۱۷۲٬۸۰۰٬۰۰۰ | ۹۷٪                 | سنی / شیعه | حنفی / جعفری         |
| ۶    | بنگلادش           | ۱۶۲٬۲۲۱٬۰۰۰ | ۸۹٪                 | سنی        | حنفی                 |
| ۷    | نیجریه            | ۱۵۴٬۲۷۹٬۰۰۰ | ۵۰٪                 | سنی / شیعه | مالکی / جعفری        |
| ۸    | مصر               | ۷۷٬۱۰۰٬۰۰۰  | ۹۰٪                 | سنی        | شافعی                |
| ۹    | ترکیه             | ۷۱٬۵۱۷٬۱۰۰  | ۹۹٫۸٪               | سنی / تصوف | حنفی، شافعی / بکتاشی |
| ۱۰   | سودان             | ۳۹٬۳۷۹٬۳۵۸  | ۷۰٪                 | سنی        | مالکی                |
| ۱۱   | الجزایر           | ۳۳٬۷۶۹٬۶۶۹  | ۹۹٪                 | سنی        | مالکی                |
| ۱۲   | افغانستان         | ۳۲٬۷۳۸٬۳۷۶  | ۹۹٪                 | سنی / شیعه | حنفی / جعفری         |
| ۱۳   | مراکش             | ۳۳٬۷۲۳٬۴۱۸  | ۹۹٪                 | سنی        | مالکی                |
| ۱۴   | اردن              | -           | -                   | سنی        | شافعی، حنفی          |
| ۱۵   | لبنان             | -           | -                   | سنی / شیعه | حنفی / جعفری         |
| ۱۶   | فلسطین            | -           | -                   | سنی        | شافعی                |
| ۱۷   | سوریه             | -           | -                   | -          | -                    |
| ۱۸   | عراق              | ۳۱٬۲۳۴٬۰۰۰  | ۹۷٪                 | شیعه / سنی | جعفری / حنفی، شافعی  |
| ۱۹   | مالزی             | ۲۷٬۷۳۰٬۰۰۰  | ۶۰٫۴٪               | سنی        | شافعی                |
| ۲۰   | عربستان سعودی     | ۲۷٬۶۰۱٬۰۳۸  | ۱۰۰٪                | سنی / شیعه | حنبلی، شافعی / جعفری |
| ۲۱   | ازبکستان          | ۲۷٬۳۷۲٬۰۰۰  | ۸۸٪                 | سنی        | حنفی                 |
| ۲۲   | کویت              | -           | -                   | -          | -                    |
| ۲۳   | قطر               | -           | -                   | -          | -                    |
| ۲۴   | تاجیکستان         | -           | -                   | -          | -                    |
| ۲۵   | ترکمنستان         | -           | -                   | -          | -                    |
| ۲۶   | لیبی              | -           | -                   | -          | -                    |
| ۲۷   | عمان              | -           | -                   | اباضی      | اباضیه               |
| ۲۸   | یمن               | -           | -                   | سنی        | شافعی                |
| ۲۹   | سومالی            | -           | -                   | سنی        | شافعی                |